# Юмрук
Юмрукът е формата на ръката, когато пръстите са огънати навътре към дланта и се държат здраво там. Стиснат юмрук означава да бъдат сгънати пръстите плътно в центъра на дланта и след това да бъдат притиснати от палеца върху средните фаланги; за разлика от този „затворен“ юмрук, човек държи юмрука „отворен“, когато държи палеца срещу страната на показалеца.

## Употреба
Човек използва затворения юмрук, за да удря с долните фаланги (както в бойните изкуства) или да удря със страната на юмрука, от която е малкия пръст на ръката. Човек използва отворения юмрук, за да почука със средното кокалче на средния пръст.
Различни явления включват термина „юмрук“ в името си, като сексуалния акт с юмрук фистинг и поздрава с юмруци.

### Боксов юмрук
Оформянето на юмрук с цел удар е фундаментално в спорта бокс. Юмруците се преподават в бойни изкуства като карате, кунг фу и таекуондо за процеса на удряне с юмруци и удари. Правилната формация означава, че удрящия „няма да си счупи ръката“, „няма да напряга своята китката“, ще „може да нанася много мощни удари“ и „може да нокаутира някого с един удар“.

### Символика
Юмрукът може да носи символичен смисъл, като обединение на частите (пръстите) в единно цяло.
Вдигнатият юмрук може да бъде символ на бунт, войнственост, съпротива и единство.

## Физиология и неврология
Правенето на юмрук е почти непознато сред другите примати. Това е така, защото докато ръцете на повечето примати са с дълга длан и пръсти, като къс е само палеца, то за хората пропорциите са противоположни.
Поне едно проучване твърди, че стискането на юмрук може да се използва за извикване (припомняне) на информация.
Някои проучвания показват, че стискането на юмруци може да помогне на хората да се справят със стреса или безпокойството, защото умът е зает със стягането на мускулите, за да се съсредоточи върху разглеждания проблем.

## Вижте още
- Вдигнат юмрук
- Бокс (оръжие)